# Orešac (Suhopolje)
Orešac falu Horvátországban Verőce-Drávamente megyében. Közigazgatásilag Suhopoljéhoz tartozik.

## Fekvése
Verőce központjától légvonalban 15, közúton 17 km-re, községközpontjától 7 km-re keletre, Nyugat-Szlavóniában, a Drávamenti-síkságon, a Brežnica-patak mentén, Naudovac, Gaćište és Novaki között fekszik.

## Története
A határában található nagyszámú régészeti lelőhely tanúsága szerint Orešac gazdag, bár nagyrészt ismeretlen történelmi múlttal rendelkezik. A legrégibb leletek a kőkorszakból származnak. Az i. e. 6200 és 4500 között virágzott starčevo-kultúra leletei kerültek elő a falu keleti szélének szomszédságában fekvő Dvorina lelőhelyen. Ugyancsak a kőkorszaktól fogva lakott település volt a falu nyugati határában a Suhopolje felé vezető úttól északra fekvő Brana nevű magaslaton is. Mindkét ősi falu lényegében a kora középkorig folyamatosan lakott volt. Így Dvorinán a bronzkori kisapostagi kultúra leleteit is megtalálták, de kerültek elő gazdag vaskori és római kori leletek is. Itt is folytatódtak a több szomszédos településen nyomonkövethető római útra talajelszíneződés formájában utaló nyomok. A Brežnica-patak medrében pedig alacsony vízállásnál az egykori római út pilléreinek csonkjai ma is látszanak. A falu határában több középkori település is volt, melyek maradványai a Dvorina és a Brana lelőhelyeken kívül a pravoszláv temető melletti magaslaton is megtalálhatók. Ezeket a településeket a mai napig sem sikerült a középkori írásbeli forrásokban szereplő helyekkel azonosítani.
A mai települést valószínűleg a 18. században alapították a török uralom alól felszabadított területen. Az első katonai felmérés térképén „Dorf Oressacz” néven találjuk. Lipszky János 1808-ban Budán kiadott repertóriumában „Oressacz” néven szerepel. Nagy Lajos 1829-ben kiadott művében „Oressacz” néven 79 házzal, 356 katolikus és 100 ortodox vallású lakossal szerepel. A település Verőce vármegye Verőcei járásának része volt. 1857-ben 417, 1910-ben 529 lakosa volt. 1910-ben a népszámlálás adatai szerint lakosságának 36%-a német, 24%-a magyar, 21%-a szerb, 19%-a horvát anyanyelvű volt. Az I. világháború után 1918-ban az új szerb-horvát-szlovén állam, majd később (1929-ben) Jugoszlávia része lett. 1991-ben 441 főnyi lakosságának 86%-a horvát, 9%-a szerb nemzetiségű volt. 2011-ben a településnek 389 lakosa volt.

## Lakossága
| Lakosság változása | Lakosság változása | Lakosság változása | Lakosság változása | Lakosság változása | Lakosság változása | Lakosság változása | Lakosság változása | Lakosság változása | Lakosság változása | Lakosság változása | Lakosság változása | Lakosság változása | Lakosság változása | Lakosság változása | Lakosság változása |
| ------------------ | ------------------ | ------------------ | ------------------ | ------------------ | ------------------ | ------------------ | ------------------ | ------------------ | ------------------ | ------------------ | ------------------ | ------------------ | ------------------ | ------------------ | ------------------ |
| 1857               | 1869               | 1880               | 1890               | 1900               | 1910               | 1921               | 1931               | 1948               | 1953               | 1961               | 1971               | 1981               | 1991               | 2001               | 2011               |
| 417                | 501                | 525                | 542                | 523                | 529                | 503                | 513                | 556                | 597                | 607                | 531                | 483                | 441                | 427                | 389                |

## Nevezetességei
- A Suhopolje Kapan nevű településrészéről Orešacra vezető utat északról egy ellipszoid alakú, mintegy négy méter magasságú kiemelkedés határolja. Ez a Brana nevű 100-150 méter átmérőjű dombocska a déli oldalon az út felé enyhén lejt, míg nyugatról, északról és keletről természetes völgy határolja, mely egykor védősáncként is szolgált. A dombtetőn talált leletek azt igazolják, hogy itt az újkőkorban, a bronzkorban és a kora középkorban lakott erődített település állt.[6]
- Itt található Nyugat-Szlavónia egyik legértékesebb, Dvorinának nevezett régészeti lelőhelye.[7] Egy több rétegű tell, mely a starčevoi kultúra idejétől fogva a bronzkori kisapostagi kultúrán át a kora vaskorig és a római korig lakott volt. A lelőhely a falu keleti végén álló utolsó házaktól északi és keleti irányban terjed ki és három elkülöníthető részből áll. Keleten egy észak–déli irányú, mintegy 12 méter magasságú, Lukának nevezett dombból, a délnyugati részen egy 8 méteres magasságú tellből és nyugaton, illetve délnyugaton egy kiemelkedő platóból, melyet a házak kertjei zárnak le. Az első leleteket, egy római kocsi vasalatait és egy fémből készült lámpást 1913-ban találták ezen a helyen. Ezek a leletek a zágrábi régészeti múzeumba kerültek. Helyi amatőr kutatók római pénzeket, cseréptöredékeket, téglákat, vakolatot, üvegeket üvegpasztából készített ékszereket és különböző használati tárgyakat ástak ki, melyek magángyűjteményekbe kerültek. A leletek nagy mennyisége miatt az utóbbi időben a verőcei Városi múzeum is folytatott itt ásatásokat.
- A Brežnica-patak medrében Orešacnál alacsony vízálláskor római híd pillérei látszanak ki. A pilléreket Ratko Radijevac azonosította először, majd a verőcei Városi múzeum munkatársa Silvija Salajić publikálta őket.
- A pravoszláv temető közelében található Stojakuša, vagy másképpen Žuto brdo nevű magaslaton, egy mezőgazdasági műveléssel borított területen középkori településre utaló leleteket találtak.
- A szomszédos Naudovachoz hasonlóan, a Dvorina lelőhellyel átellenben itt is látható a római útra utaló, mintegy húsz méter széles, északkelet-délnyugat irányú sárgás talaj elszíneződés.
- A falu Keresztelő Szent János kápolnáját 1975-ben építették a régebbi, azonos titulusú kápolna helyén. A faluban látható a régi keresztút romos állomásai is.

## Oktatás
A településen a suhopoljei elemi iskola alsó tagozatos területi iskolája működik. Az iskola épületét 1979-ben építették, 2011-ben teljesen felújították. A 2017/18-as tanévben 19 tanulója volt.

## Sport
Az NK Orešac labdarúgóklub a megyei 2. ligában szerepel.